# Pszenaje
Pszenaje (biał. Пшанаі; ros. Пшенаи) – wieś na Białorusi, w obwodzie brzeskim, w rejonie żabineckim, w sielsowiecie Żabinka.
Wieś występowała także pod nazwami Pszonki i Plunaje.
W dwudziestoleciu międzywojennym wieś leżała w Polsce, w województwie poleskim, w powiecie kobryńskim.